# Longchamp kapplöpningsbana
Longchamp kapplöpningsbana är en kapplöpningsbana i Bois de Boulogne, Frankrike, öppnad 1857.